# Sarzamin-e Man
Sarzamin-e Man (svenska mitt hemland, pers. سرزمین من) är Dawood Sarkhoshs debutalbum som släpptes 1998. Sarzamin-e Man var och är ett känt album bland dem som talar persiska eller dari. Albumet innehåller 13 låtar. Titellåten är känd och uppskattad bland exilafghaner i Sverige och delar av texten finns översatt till svenska.

## Låtlista
- Ya Mawla Ali
- Ay Zamana
- Musafer
- Sarzamin-e Man
- Del-e Man Shikwa Nako
- Kochasaar-e Shab
- Hamcho Man Shamiy
- Baz Dilmetapad
- Ba e Mulka-e Mardoom
- Ay Dil
- Ay Marddom
- Jarajo
- Jarajo (remix)